# Alphacrambus cristatus
Alphacrambus cristatus là một loài bướm đêm trong họ Crambidae.